# Ilmandu (rzeka)
Ilmandu (est. Ilmandu jõgi) – rzeka w środkowej Estonii. Rzeka ma źródła nieopodal miejscowości Kiltsi, gmina Väike-Maarja. Wpada do rzeki Põltsamaa na północ od miejscowości Räitsvere, gmina Rakke. Ma długość 15,3 km i powierzchnię dorzecza 65,1 km².